# اتحاد الدول ذات السيادة

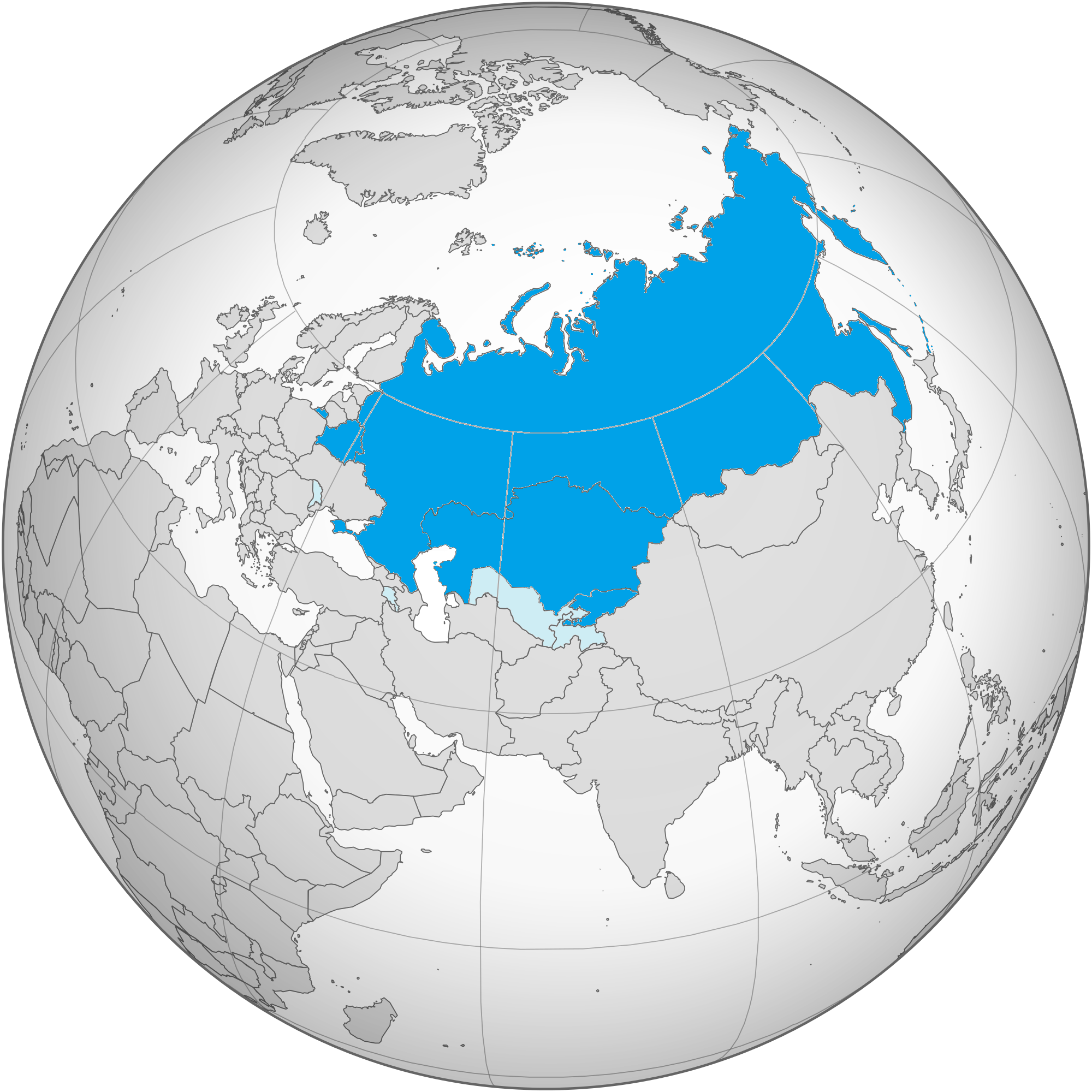

اتحاد الدول ذات السيادة (بالروسية: Союз Суверенных Государств) كان اسمًا مقترحًا لإعادة تشكيل اتحاد الجمهوريات الاشتراكية السوفيتية في كونفيدرالية جديدة. اقترحه رئيس الاتحاد السوفيتي آنذاك ميخائيل غورباتشوف، وكان المقترح محاولة لتدارك إنهاء الاتحاد السوفيتي. لم يوفق هذا المقترح أبدًا، خاصة بعد محاولة الانقلاب السوفيتية 1991 وتفكك الاتحاد السوفيتي الذي وقع في 26 ديسمبر من نفس العام. بُعث الاقتراح العام مرة أخرى في صورة رابطة الدول المستقلة، ولكن سلطتها انحصرت في شكل المنظمة الإقليمية، ولم تتحول لكونفيدرالية.

## التطور
كانت اتفاقية الاتحاد الجديد مسودة معاهدة مخصصة لاستبدال اتفاقية إنشاء اتحاد الجمهوريات الاشتراكية السوفيتية، وبالتالي استبدال الاتحاد السوفيتي بالكيان الجديد المسمى اتحاد الدول ذات السيادة، في محاولة من ميخائيل غورباتشوف لإصلاح الاتحاد السوفيتي. جُهزت احتفالية بغرض احتفال جمهورية روسيا الاتحادية الاشتراكية السوفيتية بالتوقيع على الاتفاقية في 20 أغسطس عام 1991، ولكن الاحتفال قد أُحبط بفعل انقلاب أغسطس في اليوم السابق له. عُرف تحضير هذه الاتفاقية باسم عملية نوفو-أوغاريوفو، وهي ولاية حكومية وقعت فيها فعاليات التحضير للوثيقة، حيث تحدث غورباتشوف مع قادة جمهوريات الاتحاد.
اقترح الرئيس غورباتشوف نظامًا فيدراليًا أقل مركزية أثناء كونغرس الحزب الشيوعي في يوليو 1990. قدمت مسودة الاتفاقية الخاصة بالاتحاد الجديد إلى مجلس السوفيت الأعلى في 23 نوفمبر عام 1990. بدأت لجنة الصياغة العمل على النص في 1 يناير 1991. لم تشارك 6 دول من أصل 15 دولة: إيستوانيا ولاتيفيا وليتوانيا ومولدافيا وجورجيا وآرمينيا. وافق سوفيت الاتحاد على المقترح في 6 مارس وأرسله إلى مجلس السوفيت الأعلى لكل جمهورية للموافقة. لم يتوصل الحاضرون إلى اتفاق بشأن توزيع السلطات بين الاتحاد والجمهوريات ولم يحظ المقترح بالموافقة. عبرت بعض الدول الذاتية عن رغبتها في رفع مكانتها لتكون عضوًا في اتفاقية السوفيت الجديدة، ما أعاق تطور الاتفاقية.
حاول الرئيس غورباتشوف الحصول على تأييد لمقترحه. أجري استفتاء شعبي في 17 مارس عام 1991 في 9 جمهوريات من المشاركات في صياغة الاتفاقية وهم (روسيا وأوكرانيا وبيلاروسيا وكازاخستان وأزريبجان وأوزباكستان وجمهورية قيرغيزستان وتركمانستان وطاجيكستان). دعم 76% من المشاركين في الاستفتاء هذه الاتفاقية للحفاظ على النظام الفيدرالي للاتحاد السوفيتي، وكانوا الأغلبية في كل الدول التسعة. كانت المعارضة قوية في المدن الكبرى مثل سانت بطرسبرغ (التي كانت لينيغراد حينها) وموسكو. قاطعت ست دول هذا الاستفتاء؛ إذ كانت هذه الدول في طريقها بالفعل للاستقلال.
جاء التوقيع على الاتفاق بين الحكومة السوفيتية المركزية والدول التسعة، في ما أُطلق عليه اتفاقية 9+1، في نوفو-أوغاريوفو في 23 إبريل. كان منوطًا بالاتفاقية الجديدة تحويل الاتحاد السوفيتي إلى فيدرالية من الدول المستقلة ولها رئيس واحد، وسياسة خارجية مشتركة وجيش موحد.
وافقت 8 دول من الدول التسعة، باستثناء أوكرانيا، على مسودة الاتفاقية الجديدة بحلول شهر أغسطس، مع بعض الشروط. لم توافق أوكرانيا على شروط الاتفاقية. في الاستفتاء الجمهوري في 17 مارس، شجع أغلب سكان أوكرانيا الانضمام للاتحاد بشرط إعلان استقلال أوكرانيا.
كان الهدف من الاتفاقية إنقاذ الاتحاد السوفيتي، ولكن المتعنتين خافوا أن تتبع الدول الصغرى موقف ليتوانيا المطالب بالاستقلال الكامل. استولى المتعنتون في 18 أغسطس على الحكومة بعد التحفظ على غورباتشوف في الداتشا القرمية من أجل منعه من العودة إلى موسكو للتوقيع على الاتفاقية. انهار انقلاب أغسطس في وجه المعارضة الشديدة من الدول الصغرى والكبرى أيضًا، مثل روسيا.
لم تدخل الاتفاقية حيز التنفيذ لأنها لم تُوقَّع أبدًا، حتى بعد الاستقلال الكامل لأوكرانيا في ديسمبر، نظم قادة الدول اتحاد الدول المستقلة، وهو تحالف من 12 دولة مستقلة جديدة (كل الدول السوفيتية السابقة باستثناء دول البلطيق وجورجيا، وانضمتا في 1993، ولكنهما انسحبا مجددًا في 2008).

## الأسماء
في المسودة الأولى للاتفاقية، الصادرة في يوليو 1991، كان الاسم المقترح للأمة الجديدة اتحاد الجمهوريات السوفيتية ذات السيادة، بالروسية: Союз Советских Суверенных Республик. اقتُرح هذا الاسم من أجل الحفاظ على الاختصار الروسي "СССР"، وكذلك "USSR" في الإنجليزية.
تغير تأييد الدول لاسم الدول السوفيتية في سبتمبر 1991، واتجهوا للتحول وإصلاح الاتحاد السوفيتي إلى كونفيدرالية من الدول ذات السيادة. أعيدت تسمية المسودة النهائية إلى اتحاد الدول ذات السيادة، بالروسية: Союз Суверенных Государств. تخلت الدول الموافقة على الاتفاقية عن سوفيتية الاتحاد بعد انخفاض مستمر في رغبة البقاء فيه. أُصلحت الاتفاقية الجديدة بعد انقلاب أغسطس إلى اتحاد الدول المستقلة.

### الجمهوريات الأعضاء والجمهوريات الاشتراكية السوفيتية الذاتية
- روسيا
  - الجمهورية الاشتراكية السوفيتية الباشكيرية ذاتية الحكم
  - الجمهورية الاشتراكية السوفيتية البورياتية ذاتية الحكم
  - الجمهورية الاشتراكية السوفيتية التشيتشينو-إنغيوشية ذاتية الحكم
  - الجمهورية الاشتراكية السوفيتية التشوفاشية ذاتية الحكم
  - الجمهورية الاشتراكية السوفيتية الداجيستانية ذاتية الحكم
  - الجمهورية الاشتراكية السوفيتية الكاباردينو-بالكارية ذاتية الحكم
  - الجمهورية الاشتراكية السوفيتية الكالميكية ذاتية الحكم
  - الجمهورية الاشتراكية السوفيتية الكاريليانية ذاتية الحكم
  - الجمهورية الاشتراكية السوفيتية الكومية ذاتية الحكم
  - الجمهورية الاشتراكية السوفيتية المارية ذاتية الحكم
  - الجمهورية الاشتراكية السوفيتية الموردوفيانية ذاتية الحكم
  - الجمهورية الاشتراكية السوفيتية الأوسيتيانية الشمالية ذاتية الحكم
  - جمهورية التتار الاشتراكية السوفيتية المستقلة
  - الجمهورية الاشتراكية السوفيتية التوفانية ذاتية الحكم
  - الجمهورية الاشتراكية السوفيتية الأودمورتية ذاتية الحكم
  - الجمهورية الاشتراكية السوفيتية الياكوتية ذاتية الحكم
- أوكرانيا
  - الجمهورية الاشتراكية السوفيتية القرمية ذاتية الحكم
- بيلاروسيا
- أزريبجان
  - الجمهورية الاشتراكية السوفيتية الناخيتشيفانية ذاتية الحكم
- كازاخستان
- أوزباكستان
  - الجمهورية الاشتراكية السوفيتية الكاراكالباكية ذاتية الحكم
- تركمانستان
- طاجيكستان
- قيرغيزستان

### الجمهوريات الرافضة للاتفاقية
- أرمينيا
- إستونيا
- جورجيا
- لاتيفيا
- مولدوفا